# 格林托普 (密蘇里州)
格林托普（英語：Greentop）是位於美國密蘇里州亞代爾縣及斯凱勒縣的城市。

## 人口
根據2020年美國人口普查的數據，格林托普的面積為2.12平方千米，皆為陸地。當地共有人口388人，而人口密度為每平方千米183人。